# Racza (dopływ Rycerskiego Potoku)
Racza – potok, górny bieg Rycerskiego Potoku. Ma źródła na polskich stokach głównego grzbietu Beskidu Żywieckiego, na odcinku od Obłazu przez Wielką Raczę po Wielką Czerwenkową. Najwyżej położone z tych źródeł znajdują się na wysokości około 1150 m. U wschodnich podnóży Obłazu łączy się z potokiem Śrubita tworząc Rycerski Potok. Następujue to na wysokości około 716 m w lesie, w miejscu o współrzędnych 49°25′00,0″N 19°00′17,9″E/49,416667 19,004972. Cała zlewnia potoku Racza to obszary zalesione, z wyjątkiem Hali na Małej Raczy – dawnej hali pasterskiej położonej w szczytowych partiach Małej Raczy.